# サンパウロ都市圏鉄道会社3000形電車
サンパウロ都市圏鉄道会社3000形電車(サンパウロとしけんてつどうがいしゃ3000がたでんしゃ)は、ブラジルの電車。サンパウロ都市圏鉄道会社（CPTM）が保有・運用している。

## 概要

### 導入までの経緯
1996年にサンパウロ都市圏鉄道会社（CPTM）へ編入されたサンパウロ州鉄道公社の同地都市近郊区間では、1970年代後半の1,000 mm・1,600 mm軌間併用化工事の完成に伴い登場した、5000形電車及び5500形電車が運用されていたが、増加する利用者に対して車両数は慢性的に不足しており、新たな車両の増備が望まれていた 。本来、これらの不足する分の車両は1980年代までに実行されるサンパウロ州鉄道公社の近代化計画によりすべて導入されるはずであったが、ブラジルでは同年代後半より経済的に不安定な時期が続いたことから導入資金の調達を円滑に進めることができず、結果的にその計画はいったん凍結。その後、1990年代にサンパウロ都市圏の近郊電車の運行はすべてサンパウロ都市圏鉄道公社へ移管されることとなり、それに先立ち1994年に前述の不足分の車両の入札を実施。その結果、日本の商社・三井とドイツの電気機器メーカー・シーメンスの連合が一番札を落札し、製造を行うことが決定した。
製造数は1編成4両10編成の計40両で、ドイツ（シーメンス）および日本（三菱電機）で製造された部品を使い、スロベニアのマリボルにあるシーメンスの車両工場にて車体組み立て・艤装が施行された。

### 車体
車体はステンレス鋼製で、片側両開き4扉である。前面部分は青色のFRP素材製。

### 車内
車内は白色を基調としている。
座席配置はCPTM標準のセミクロスシート。ドア上には路線図、端部には車内案内表示器が設置されている。つり革は設置されていない。

### 走行機器
制御装置はシーメンス製2レベルPWMのGTO-VVVFインバータ制御、主電動機はかご形三相誘導電動機である。
加速時に音階が鳴ることから、Trem musical（音楽電車）と呼ばれることがある。
台車はSF-5000系列のものを採用している。台車は固定軸距2,600 mmまたは2,800 mm、車輪径は850 mmで、枕バネは空気バネ、軸箱支持は軸梁式が採用されている。

## 運行開始後の動向
最初の4編成が2001年12月24日より運用を開始し、翌2002年の3月6日までに10編成すべてが運用に入った。導入先はかつてのサンパウロ州鉄道公社南線改めC線→9号線とサンパウロ州鉄道公社西線改めB線→8号線であったが、途中で5編成がA線→7号線へ転属した。しばらくは以上のように3つの路線で運用されていたが、2016年より順次すべての編成が10号線へ転属。
その後は一貫して10編成すべてが10号線に配属されているものの、車両メンテナンスの外注に関する問題や、インバータ関連の老朽化などが影響し、10編成中4編成が部品取りや故障などの理由で離脱。残りの6編成は稼働できる状態となっているが、運用数の調整などにより、2021年現在はすべて運用から外れている。

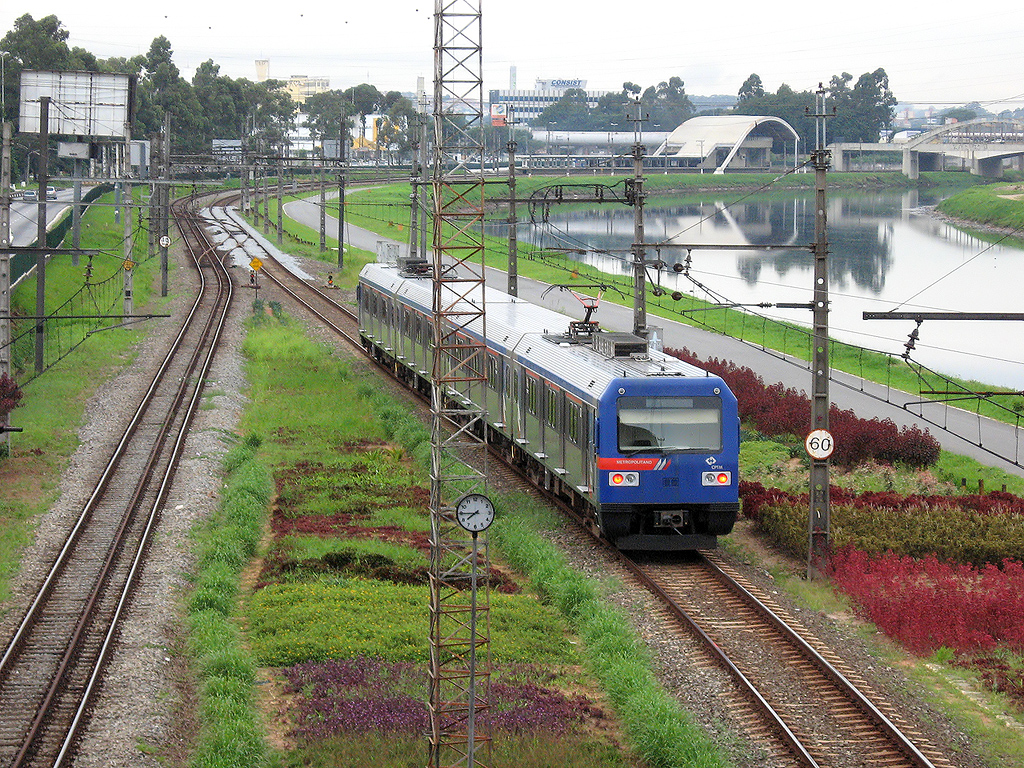
編成全景
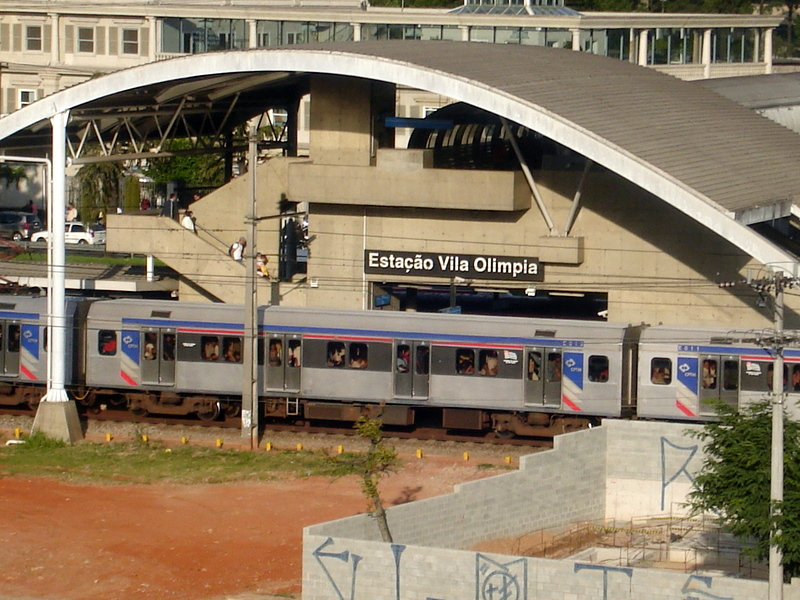
中間付随車